# Little Burnt Bay
Little Burnt Bay es un pueblo canadiense situado en la provincia de Terranova y Labrador.

## Superficie
Little Burnt Bay tiene una superficie de 8,46 km².

## Demografía
En 2021, tenía 238 habitantes, una densidad poblacional de 28,1 hab./km², y 138 viviendas.